# Luciana Fernández
Luciana Fernández López (Huánuco, 9 de noviembre de 1992) es una modelo y exreina de belleza peruana, quién fue Miss Huánuco 2012 y representó a dicho país en el certamen de Reina Mundial del Banano 2018.

## Historia
Nació en la ciudad de Huánuco, ubicado en la Sierra Nortecentral del Perú. A la edad de 19 años ganó el concurso de Miss Huánuco 2012 y viajó a la ciudad de Lima para estudiar Marketing en la Universidad Científica del Sur. Actualmente es embajadora de Oriflame, una reconocida compañía sueca de cosméticos y productos de cuidado personal, basado en el Medio Ambiente.

## Miss Perú 2018
El pasado 29 de octubre del 2017, Fernández representó a su natal Huánuco en el certamen nacional de Miss Perú 2018, que fue realizado en el Teatro Municipal de Lima. Al final de evento, obtuvo el título de Cuarta Finalista y al mismo tiempo fue designada para ser representante de su país en el certamen de Reina Mundial del Banano 2018 por Jessica Newton.

## Reina Mundial del Banano 2018
Luciana Fernández representó a Perú en el Reina Mundial del Banano 2018, que será realizó en Machala, Ecuador.
| Predecesor: Heidy Flores Amazonas | Miss Perú Mundial del Banano 2018 | Sucesor: Melody Calderón La Libertad |

## Programas de televisión
- Combate (2011 - 2015) - Participante
- Esto es guerra (2018) - Participante[2]